# 百發百中！
《百發百中！》（日语：カイチュー！，「皆中」的日語發音）是日本漫畫家林佑樹創作的漫畫作品。於《週刊YOUNG JUMP》2009年51號開始至2010年20號期間連載，2010年4月22日後於《週刊YOUNG JUMP》網站上繼續連載。單行本全12卷。
「皆中」是弓道用語，指射出的箭全部中靶。

## 故事簡介
立志稱霸全國的弓道少年立川達矢因為崇拜「神之子」不動權三郎的名號而進入了他所就讀的小田川高中，沒想到進入之後才發現他是偽娘，故事圍繞著弓道和戀愛而展開。

## 登場人物

### 小田川高中弓道部
神奈川縣西湘市的高中，弓道成績並不出色。

#### 男子組
立川達矢（たちかわ たつや）
本作男主角，一年級生。擔任團體戰的「大前」。
中學二年級在比賽上失意時因為受到不動權三郎「神之子」的鼓舞而重新振作，之後因而崇拜「神之子」所以進入小田川高中。目標是稱霸全國。
經常受到小權的倒貼攻擊,卻又無法反抗他,一直任他擺佈。視狀況對小權會有心跳動心的情形。
不動權三郎（ふどう ごんざぶろう）
本作主角，長相十分可愛，擁有許多粉絲，平常都穿著女裝但其實是男性，也是偽娘。為二年級。喜歡立川。
是弓道名門「不動流」的長男，中學時期因為高超的技術而被稱為「神之子」，在中學全國大賽上連續三年得冠。但是有一整年的空窗期導致技術稍有退步。
學業成績優秀，全年級第18名。立川入社後小權受到全表白的稱讚就更抱持著好感(起初就有好感),
平成7年4月4日出生
小森 啓介（こもり けいすけ）
三年級，弓道部副主將。戴眼鏡。是為了主將才來到弓道部
山下 拓實（やました たくみ）
二年級，喜歡菊島(巨乳?!)，弓道部成員
阿部 進一（あべ しんいち）
二年級，喜歡近藤，弓道部成員

#### 女子組
日野 むつみ（ひの むつみ）
三年級，弓道部主將。個性溫和又穩重的人
是不動的同學，學業成績全年級第25名。
中野 珠希（なかの たまき）
二年級
包子頭，個性活潑且開朗 常和杉村互相吐嘈
菊島 圓（きくしま まどか）
三年級，F罩杯
擔任團體戰的「大前」
近藤 遼子（こんどう りょうこ）
二年級，喜歡權三郎的弟弟誠，學業成績全年級第20名。
真壁 香（まかべ かおり）

#### 其他部員
杉村健太（すぎむら けんた）
一年級。髮型是天然卷。百發百中，但卻都是射到隔壁的靶上。自稱「東中最終兵器」。通常比賽時擔任介添。
岩山 瞬（いわやま しゅん）
三年級，弓道部成員
木村 明徳
小田川高中弓道部顧問。是個好色老頭。

### 天龍高校
権三郎父親擔任監督、全国高等学校総合体育大会弓道競技大会静岡縣男子團體賽2連覇。
平等院 (びょうどういん)
二年級。天龍三強之一人，主將。跟不動權三郎一樣是偽娘。
陣内 正士（じんない まさし）
三年級，天龍三強之一人。
海堂 光（かいどう ひかる）
二年級。天龍三強之一人，是名偽娘。
及川 博美（おいかわ ひろみ）
一年級。被強迫打扮成偽娘，在神奈川縣選篇後打敗過不動權三郎。

### 山王高中
松平 龍之介（まつだいら りゅうのすけ）
三年級，是山王高中主將。看好達矢的才能，也積極的拉攏他進入山王高中。喜歡立川。
神谷 春夫（かみや はるお）
二年級，原本是喜歡女性的花花公子，但是在見識不動權三郎的弓道之後喜歡上不動，但在與立川的競爭中落敗。目前似乎變成偽娘控
擔任團體戰的「大前」
市ケ谷 中（いちがや あたる）
二年級
澤村 隆二（さわむら りゅうじ）
三年級
盛尾（もりお）
三年級
蛇沼（へびぬま）
入選團體戰。
塩山（しおやま）
監督。体育教師。
豊田（とよだ）
與達矢同樣出身自西中，一年級生。
女子組
二川 美香（ふたがわ みか）
一年級,有點天然,似乎喜歡立川。立川達矢的青梅竹馬。
非常在意立川與小權的發展關係,因深怕立川踏進(BL?!)故已介入三角關係狀態。
芹澤 薰（せりざわ かおる）
女子團體戰主將。三年級。冰山冷美人的風格。
広尾 由奈（ひろお ゆな）
二年級。入選團體戰。
加納 豊絵（かのう -）
三年級。入選團體戰
岸 静（きし しずか）
三年級
擔任團體戰的「大前」

### 聖烏克拉拉女子學院
桃子·Ｆ·羅琳
是聖烏克拉拉女子學院的主將，為天才型弓道選手。
伊丹 摩耶（いたみ まや）
三年級。擔任團體戰的「大前」
興趣是讀書。
美咲・D・スナイダー（みさき D スナイダー）
二年級。団体戦では主に中を担当。
奥宮道子（おくみや みちこ）
三年級。団体戦では主に二的を担当。
興趣是旅行與泡温泉。
岡本小梅（おかもと こうめ）
三年級。
身高為142公分。

### 安政學院
去年度神奈川男子團体第2名高中。
一之瀬 清純（いちのせ せいじゅん）
三年級，是安政學院主將。
相當受到女生歡迎 重度姐控
宮地 守（みやじ まもる）
三年級，長高與體格相當好。
時任 保（ときとう たもつ）
擔任3年的監督。
大黒（おおぐろ）
男部員。擔任團體戰的「大前」
上松（うえまつ）
男部員。
杉（すぎ）
男部員。

### 湘陽
村雨 秀吉（むらさめ ひでよし）
主将。三年級。
渡辺 修二(わたなべ しゅうじ)　
二年級。擔任團體戰的「大前」
今泉(いまいずみ)
第54回神奈川県予選女子個人戦3名。

### 相模中央
神奈川縣立相模中央高校。
麻生 大志（あそう たいし）　
神奈川十傑其中之一。右邊臉頬有傷痕。有二個姊姊。
車 三平 (くるま さんぺい)　
監督。

### 其他
大熊 希（おおくま のぞみ）
27歲，弓具店的美女店長。因為勤於練弓道而沒有男友的時間為五年。
不動 誠（ふどう まこと）
不動權三郎的弟弟，和哥哥一樣是偽娘。弓術也同樣十分優秀。力道相當大。

## 出版書籍
| 卷數 | 小學館         | 小學館                 | 青文出版社     | 青文出版社             |
| 卷數 | 發售日期       | ISBN                   | 發售日期       | ISBN                   |
| ---- | -------------- | ---------------------- | -------------- | ---------------------- |
| 1    | 2010年3月19日  | ISBN 978-4-08-877806-8 | 2012年2月25日  | ISBN 978-986-310-070-6 |
| 2    | 2010年7月16日  | ISBN 978-4-08-877874-7 | 2012年6月25日  | ISBN 978-986-310-212-0 |
| 3    | 2010年10月19日 | ISBN 978-4-08-879045-9 | 2012年9月25日  | ISBN 978-986-310-341-7 |
| 4    | 2011年1月19日  | ISBN 978-4-08-879086-2 | 2013年3月25日  | ISBN 978-986-310-453-7 |
| 5    | 2011年4月19日  | ISBN 978-4-08-879131-9 | 2013年7月25日  | ISBN 978-986-310-687-6 |
| 6    | 2011年7月19日  | ISBN 978-4-08-879169-2 | 2013年10月25日 | ISBN 978-986-310-773-6 |
| 7    | 2011年10月19日 | ISBN 978-4-08-879210-1 | 停止出版       | 停止出版               |
| 8    | 2012年2月17日  | ISBN 978-4-08-879254-5 | 停止出版       | 停止出版               |
| 9    | 2012年3月19日  | ISBN 978-4-08-879301-6 | 停止出版       | 停止出版               |
| 10   | 2012年6月19日  | ISBN 978-4-08-879356-6 | 停止出版       | 停止出版               |
| 11   | 2012年8月17日  | ISBN 978-4-08-879398-6 | 停止出版       | 停止出版               |
| 12   | 2012年9月19日  | ISBN 978-4-08-879419-8 | 停止出版       | 停止出版               |

## 注脚
1. ↑  1巻カバー裏の表紙、第3射の回想
2. ↑  第一射のセリフより
3. ↑  WEB版40射掲載時は平成25年。

## 外部連結
- 集英社ヤングジャンプ公式サイト『カイチュー!』 （页面存档备份，存于）
- 《百發百中！》Web連載 （页面存档备份，存于）